# Dicomoideae
Dicomoideae S.Ortiz, 2020 è una sottofamiglia di piante angiosperme dicotiledoni della famiglia delle Asteraceae. La sottofamiglia ha una unica tribù: Dicomeae  Panero & V.A. Funk, 2002.

## Etimologia
Il nome scientifico della sottofamiglia è stato definito dal botanico contemporaneo Santiago Ortiz nella pubblicazione "Taxon 69 (4)" del 2020. Il nome scientifico della tribù è stato definito dai botanici contemporanei J.L. Panero e V.A. Funk nella pubblicazione "Proceedings of the Biological Society of Washington - 115(4): 916. 2002" del 2002.

## Descrizione
Le specie di questa tribù sono erbacee annuali o perenni, arbusti o piccoli alberi senza lattice.
Le foglie lungo il caule sono disposte in modo alterno; la lamina è intera con forme ampiamente ovate.
Le infiorescenze sono composte da capolini sessili omogami o eterogami, solitari o raggruppati in lassi corimbi o panicoli. I capolini sono formati da un involucro a forma da emisferica a obconica composto da brattee (o squame) disposte su più serie (4 - 10) in modo embricato all'interno delle quali un ricettacolo fa da base ai fiori. I capolini sono sia del tipo con soli fiori tubulosi (capolini discoidi),  ma anche con fiori ligulati (capolini radiati). Le brattee spesso sono coriacee con apici acuminati e pungenti. Il ricettacolo, piatto o lievemente convesso, è alveolato con o senza (più spesso) pagliette.
I fiori sono tetra-ciclici (ossia sono presenti 4 verticilli: calice – corolla – androceo – gineceo) e pentameri (ogni verticillo ha 5 elementi). I fiori sono ermafroditi. I fiori del raggio sono bilabiati (zigomorfi) con i labbri interni disposti a spirale (ma non sempre) oppure a raggio. I fiori del disco sono attinomorfi (raramente zigomorfi) e profondamente lobati.
- Formula fiorale:

*/x K {\displaystyle \infty }, [C (5), A (5)], G 2 (infero), achenio
- Calice: i sepali del calice sono ridotti ad una coroncina di squame.
- Corolla: le corolle dei fiori periferici sono colorate da bianco a rosso. Le corolle dei fiori centrali sono colorate di bianco, giallo, crema o rosa; sono glabre o pubescenti con differenti tipi di ghiandole (raramente sono privi di ghiandole) o di peli. Gli apici delle corolle sono striate longitudinalmente.
- Androceo: gli stami sono 5 con filamenti liberi, glabri, mentre le antere sono saldate in un manicotto (o tubo) circondante lo stilo.[10] Le antere sono provviste di coda e sono inoltre speronate (raramente sono prive di coda). Le code sono lunghe, affusolate o subottuse; sono ramificate con apici acuti. Il tessuto dell'endotecio è polarizzato. Il polline è echinato (o eventualmente liscio).
- Gineceo: lo stilo è filiforme;  gli stigmi dello stilo sono due. L'ovario è infero uniloculare formato da 2 carpelli. Lo stilo è corto o lungo; gli stigmi sono subacuti o arrotondati, divergenti oppure no, con peli radicali. Le superfici stigmatiche coprono interamente la parte ventrale.

I frutti sono degli acheni con pappo. Gli acheni spesso hanno forme obconiche, ma possono essere anche da strettamente oblunghi a cilindrici; possono essere (oppure no) costati; possono avere una scanalatura al di sotto dell'inserzione del pappo. La superficie spesso è densamente pelosa (con copie di peli ghiandololsi). Il pappo è formato da setole o scaglie da scabre a piumose. I pappi possono essere isomorfi (stessa forma) o dimorfi, persistenti o caduci o raramente assenti. 

## Biologia
- Impollinazione: l'impollinazione avviene tramite insetti (impollinazione entomogama tramite farfalle diurne e notturne).
- Riproduzione: la fecondazione avviene fondamentalmente tramite l'impollinazione dei fiori (vedi sopra).
- Dispersione: i semi (gli acheni) cadendo a terra sono successivamente dispersi soprattutto da insetti tipo formiche (disseminazione mirmecoria). In questo tipo di piante avviene anche un altro tipo di dispersione: zoocoria. Infatti gli uncini delle brattee dell'involucro si agganciano ai peli degli animali di passaggio disperdendo così anche su lunghe distanze i semi della pianta.

## Distribuzione e habitat
La distribuzione di questa tribù è soprattutto tropicale e relativa all'emisfero australe: penisola Arabica, India, Pakistan, ma soprattutto Africa e Madagascar.

## Tassonomia
La famiglia di appartenenza di questa voce (Asteraceae o Compositae, nomen conservandum) probabilmente originaria del Sud America, è la più numerosa del mondo vegetale, comprende oltre 23.000 specie distribuite su 1.535 generi, oppure 22.750 specie e 1.530 generi secondo altre fonti (una delle checklist più aggiornata elenca fino a 1.679 generi). La famiglia attualmente (2021) è divisa in 16 sottofamiglie.

### Filogenesi
La sottofamiglia (di recente costituzione), da un punto di vista filogenetico, è posizionata tra le sottofamiglie Tarchonanthoideae e Carduoideae. I caratteri principali della sottofamiglia sono: i portamenti variano da erbacei a arbustivi, l'involucro è pluriseriato con brattee coriacee e pungenti, il ricettacolo è alveolato, il polline è echinato, i rami dello stilo sono pubescenti con superficie stigmatica continua e cresta marginale, il carpoforo in genere è assente. L'area di origine della maggior parte delle specie è l'Africa a sud del Sahara.
La sottofamiglia è composta da una tribù (Dicomeae) e due sottotribù i cui caratteri sono:
Sottotribù Pleiotaxinae - caratteri diagnostici: le code delle antere variano da subarrotondate a subacute, gli stigmi sono divisi e spesso sono ricurvi, nel polline sono presenti delle caratteristiche "meso-aperture" (apertura composita), l'achenio è provvisto di carpoforo e una particolare struttura delle cellule epidermiche della testa.
Sottotribù Dicominae - caratteri diagnostici: le ramificazioni sono allungate, le brattee dell'involucro hanno delle evidente coste mediane e delle strisce scure longitudinali e gli acheni sono ricoperti da ghiandole intercostali.
Il cladogramma seguente, tratto dalla pubblicazione citata e semplificato, rappresenta la struttura filogenetica della sottofamiglia.
|  | Pleiotaxis      |
|  |                 |
|  | Erythrocephalum |
|  |                 |

|  | Dicoma                                                                 |
|  |                                                                        |
|  | \| \| Dicomopsis welwitschii \| \| \| \| \| \| Pasaccardoa \| \| \| \| |
|  |                                                                        |
|  | Dicomopsis welwitschii                                                 |
|  |                                                                        |
|  | Pasaccardoa                                                            |
|  |                                                                        |

|  | Dicomopsis welwitschii |
|  |                        |
|  | Pasaccardoa            |
|  |                        |

|  | Dicoma                                                                 |
|  |                                                                        |
|  | \| \| Dicomopsis welwitschii \| \| \| \| \| \| Pasaccardoa \| \| \| \| |
|  |                                                                        |
|  | Dicomopsis welwitschii                                                 |
|  |                                                                        |
|  | Pasaccardoa                                                            |
|  |                                                                        |

|  | Dicomopsis welwitschii |
|  |                        |
|  | Pasaccardoa            |
|  |                        |

|  | Dicoma                                                                 |
|  |                                                                        |
|  | \| \| Dicomopsis welwitschii \| \| \| \| \| \| Pasaccardoa \| \| \| \| |
|  |                                                                        |
|  | Dicomopsis welwitschii                                                 |
|  |                                                                        |
|  | Pasaccardoa                                                            |
|  |                                                                        |

|  | Dicomopsis welwitschii |
|  |                        |
|  | Pasaccardoa            |
|  |                        |

|  | Dicoma                                                                 |
|  |                                                                        |
|  | \| \| Dicomopsis welwitschii \| \| \| \| \| \| Pasaccardoa \| \| \| \| |
|  |                                                                        |
|  | Dicomopsis welwitschii                                                 |
|  |                                                                        |
|  | Pasaccardoa                                                            |
|  |                                                                        |

|  | Dicomopsis welwitschii |
|  |                        |
|  | Pasaccardoa            |
|  |                        |

|  | Pleiotaxis      |
|  |                 |
|  | Erythrocephalum |
|  |                 |

|  | Dicoma                                                                 |
|  |                                                                        |
|  | \| \| Dicomopsis welwitschii \| \| \| \| \| \| Pasaccardoa \| \| \| \| |
|  |                                                                        |
|  | Dicomopsis welwitschii                                                 |
|  |                                                                        |
|  | Pasaccardoa                                                            |
|  |                                                                        |

|  | Dicomopsis welwitschii |
|  |                        |
|  | Pasaccardoa            |
|  |                        |

|  | Dicoma                                                                 |
|  |                                                                        |
|  | \| \| Dicomopsis welwitschii \| \| \| \| \| \| Pasaccardoa \| \| \| \| |
|  |                                                                        |
|  | Dicomopsis welwitschii                                                 |
|  |                                                                        |
|  | Pasaccardoa                                                            |
|  |                                                                        |

|  | Dicomopsis welwitschii |
|  |                        |
|  | Pasaccardoa            |
|  |                        |

|  | Dicoma                                                                 |
|  |                                                                        |
|  | \| \| Dicomopsis welwitschii \| \| \| \| \| \| Pasaccardoa \| \| \| \| |
|  |                                                                        |
|  | Dicomopsis welwitschii                                                 |
|  |                                                                        |
|  | Pasaccardoa                                                            |
|  |                                                                        |

|  | Dicomopsis welwitschii |
|  |                        |
|  | Pasaccardoa            |
|  |                        |

|  | Dicoma                                                                 |
|  |                                                                        |
|  | \| \| Dicomopsis welwitschii \| \| \| \| \| \| Pasaccardoa \| \| \| \| |
|  |                                                                        |
|  | Dicomopsis welwitschii                                                 |
|  |                                                                        |
|  | Pasaccardoa                                                            |
|  |                                                                        |

|  | Dicomopsis welwitschii |
|  |                        |
|  | Pasaccardoa            |
|  |                        |

Il numero cromosomico di base delle specie di questo gruppo è: 2n = 22.
Il periodo di separazione della sottofamiglia (formazione del clade) dal resto della famiglia delle Asteraceae è di circa 41,5 milioni di anni fa; mentre gli antenati delle attuali specie si sono separati circa 27 milioni di anni fa (gruppo corona).

### Struttura della sottofamiglia
La sottofamiglia comprende una tribù (Dicomeae), due sottotribù con 8 generi e 111 specie.
Sottotribù Pleiotaxinae
| Genere                       | Numero specie | Distribuzione   |
| ---------------------------- | ------------- | --------------- |
| Pleiotaxis Steetz, 1864      | 34            | Africa centrale |
| Erythrocephalum Benth., 1873 | 15            | Africa centrale |

Sottotribù Dicominae
| Genere                     | Numero specie                                               | Distribuzione                                                     |
| -------------------------- | ----------------------------------------------------------- | ----------------------------------------------------------------- |
| Cloiselia S.Moore, 1906    | 4                                                           | Endemismo del Madagascar                                          |
| Dicoma Cass., 1817         | 34                                                          | Africa (compresa Madagascar), Penisola Arabica e India            |
| Dicomopsis S.Ortiz, 2013   | Una specie: Dicomopsis welwitschii (O.Hoffm.) S.Ortiz, 2013 | Angola (Africa)                                                   |
| Gladiopappus Humbert, 1948 | Una specie: Gladiopappus vernonioides Humbert, 1948         | Endemismo del Madagascar                                          |
| Macledium Cass., 1825      | 18                                                          | Africa (da centrale a meridionale compresa l'isola di Madagascar) |
| Pasaccardoa Kuntze, 1891   | 4                                                           | Africa centrale (Angola, Tanzania, Zambia e Zaire)                |